# Chiesa di Santo Stefano Protomartire (Santo Stefano Ticino)
La chiesa di Santo Stefano Protomartire è la parrocchiale di Santo Stefano Ticino, in città metropolitana ed arcidiocesi di Milano; fa parte del decanato di Magenta.

## Storia
In epoca antica esisteva nel territorio di Santo Stefano Ticino una cappella seicentesca dedicata a Sant'Anna, forse fatta edificare dalla nobile famiglia locale degli Aliprandi in un sedime di terreno non distante dal sito del tempio attuale e corrispondente all'attuale piazza Castiglioni. Questa primitiva costruzione era già a sua volta il risultato di un ampliamento di una precedente chiesetta locale, citata già da Goffredo da Bussero nel suo Liber Notitiae Sanctorum Mediolani della fine del XIII secolo. L'attuale chiesa venne costruita quindi per la necessità di costruire un tempio di dimensioni maggiori visto il numero sempre crescente di fedeli abitanti nel comune, che dal 1859 avevano superato il migliaio.
Il nuovo edificio venne progettato quindi a seguito dell'acquisizione del nuovo terreno ove erigere la nuova chiesa che il parroco don Angelo Venegoni ottenne in donazione dall'industriale tessile locale Cesare Cajo, proprio di fianco alla già esistente casa parrocchiale. Il progetto definitivo venne steso dall'architetto Villa e la costruzione iniziò il 16 marzo 1902 sotto la direzione del capomastro Sartorio di Gallarate. L'edificio venne terminato nel 1907 e consacrato quello stesso anno (l'11 novembre) dal cardinale Andrea Carlo Ferrari, arcivescovo di Milano.

## Descrizione
La facciata della chiesa, di forme sobrie rispetto al progetto iniziale, si presenta ingentilita da alcuni stucchi e statue nella parte superiore, contraddistinta da un rosone centrale che dà luce all'interno della chiesa e da due caratteristiche lunette che spezzano il ritmo della facciata stessa in corrispondenza dei portali laterali. Sopra il portale centrale si trova una lunetta dipinta raffigurante santo Stefano protomartire, patrono della parrocchiale e a cui il paese deve il proprio nome.

## Interno
L'interno è contraddistinto da una ripresa dello stile neoclassico non del tutto puro, con una ripartizione degli spazi in tre navate a dieci colonne. La lunghezza totale della chiesa è di 45 metri, per una larghezza di 20. Le navate laterali sono divise ciascuna in cinque campate voltate a crociera con rosoncino centrale a stucco accompagnate da decorazioni floreali. A lato delle navate si aprono sei cappelle, di cui due poste nei transetti, dedicate rispettivamente (partendo dall'ingresso a destra) a San Giuseppe, Sant'Antonio da Padova, al Sacro Cuore di Gesù, alla Vergine del Santo Rosario, a Santo Stefano ed a Sant'Anna. all'interno di quella di San Giuseppe si trova collocato dal 2013 il corpo santo di San Fedele martire, proveniente dalle catacombe di Roma. Nella navata di sinistra troviamo anche una piccola cappella con volta ad ombrello, che ospita il fonte battesimale parrocchiale.
La zona absidale è costituita da un transetto voltato a botte che culmina all'incrocio dei bracci con una finta cupola sorretta da quattro pilastri polistili compositi. L'altare maggiore è di stile barocco e risale al XVIII secolo, con la caratteristica forma di un vaso per offerte, sormontato da un tempietto intarsiato in marmi pregiati in stile barocco. Questo altare, progettato nel 1732 e benedetto ufficialmente nel 1769, proveniva dalla precedente chiesa parrocchiale che sorgeva nell'attuale piazza Castiglioni. L'altare post-conciliare è stato benedetto dall'arcivescovo di Milano, cardinale Giovanni Colombo l'11 novembre 1977.
I dipinti della chiesa sono stati tutti realizzati nel 1912 dal pittore Romeo Rivetta (che già aveva lavorato alle decorazioni della vicina Chiesa prepositurale di San Vittore Martire di Corbetta). Al centro della cupola della navata centrale, posta all'incrocio dei transetti, si trova una Gloria di Santo Stefano protomartire. Lungo la volta a botte della navata centrale si trovano delle fasce con figure di dieci angeli che recano ciascuno dei cartigli con l'iscrizione di uno dei dieci comandamenti. Al termine della navata un'iscrizione recita: "Se vuoi entrare nella vita eterna osserva i comandamenti". La zona dell'abside è accoglie un affresco in cupola rappresentante il Trionfo di Santo Stefano protomartire, dove la figura del santo appare in vesti da diacono di colore rosso porpora (il colore dei martiri), circondato da figure di angeli che spargono fiori e sovrastato dalla Santissima Trinità. Nei quattro pennacchi della cupola si trovano le figure dei quattro Evangelisti affiancati dai loro attributi: l'aquila, l'angelo, il leone e il toro. In corrispondenza delle volte del transetto si trovano a destra le allegorie della Fortezza (con l'armatura) e della Temperanza (con due brocche d'acqua); a sinistra quella della Giustizia (munita di spada) e della Prudenza (con bilancia e specchio). Sopra la porta della sacrestia è raffigurato San Giovanni Bosco, mentre sopra la porta della cappella iemale si trova dipinta la figura di Sant'Anna che insegna la Sacra Scrittura a Maria. Nell'abside è rappresentata la figura della Fede con in mano un calice con l'Eucaristia ed un crocifisso, il tutto sovrastato dallo Spirito Santo. Nelle vele del catino absidale vi è una donna con in braccio due bambini a rappresentazione della Carità e una donna con un'ancora.

## Campanile
Il campanile, posto sul lato destro della struttura, si erge nel cielo del borgo per 37 metri e venne costruito nel 1922 e terminato due anni più tardi, adornato poco dopo con un concerto di 5 campane.